# Koratla
Koratla là một thành phố và khu đô thị của quận Karimnagar thuộc bang Andhra Pradesh, Ấn Độ.

## Địa lý
Koratla có vị trí 18°49′B 78°43′Đ / 18,82°B 78,72°Đ Nó có độ cao trung bình là 286 mét (938 feet).

## Nhân khẩu
Theo điều tra dân số năm 2001 của Ấn Độ, Koratla có dân số 54.021 người. Phái nam chiếm 50% tổng số dân và phái nữ chiếm 50%. Koratla có tỷ lệ 60% biết đọc biết viết, cao hơn tỷ lệ trung bình toàn quốc là 59,5%: tỷ lệ cho phái nam là 69%, và tỷ lệ cho phái nữ là 51%. Tại Koratla, 14% dân số nhỏ hơn 6 tuổi.